# Juventas
Juventas, aussi connue sous le nom de Iuventus ou Juventus, est, dans la mythologie romaine, la déesse de la jeunesse et, plus particulièrement, des adolescents. Bien qu'assimilée sur le tard à la divinité grecque Hébé, elle s'en distingue par des attributions proprement romaines : lorsqu'ils revêtaient la toge, symbole du passage de l'enfance à l'âge viril, les jeunes hommes lui faisaient l'offrande d'une pièce de monnaie.

## Historique
Le lien de Juventas avec l'âge adulte et l'accession à la citoyenneté remonterait à Servius Tullius, fondateur des organisations sociales romaines. Chaque garçon qui rentrait dans la classe des hommes devait verser une pièce de monnaie dans le tronc de la déesse Juventas afin d'être recensé.

## Sanctuaires
Elle avait un sanctuaire au Capitole. Lorsque Tarquin le Superbe fit achever le temple de Jupiter Capitolin et qu'il fut inauguré, toutes les divinités qui étaient honorées en ce lieu voulurent bien céder la place à Jupiter, à l'exception de deux qui s'y opposèrent formellement : Juventus et Terminus. Les devins y virent une promesse de stabilité et d'éternité. Juventus conserva donc un petit sanctuaire (sacellum) à l'intérieur de la cella consacrée à Minerve.
Lors de la bataille du Métaure (207 av. J.-C.), le consul Marcus Livius Salinator voua un temple à Juventus. Victorieux, il en commença la construction sous sa censure en 204 av. J.-C., à proximité du Circus Maximus. Le temple fut dédié en 189 av. J.-C.. Le temple fut incendié en 16 av. J.-C. ; il fut reconstruit par Auguste, selon le témoignage des Res Gestae.